# Giacomo Gentilomo
Giacomo Gentilomo (* 5. April 1909 in Triest; † 16. April 2001 in Rom) war ein italienischer Filmregisseur.

## Leben
Gentilomo kam schon zu seinen Schulzeiten nach Rom und arbeitete zunächst als Bühnenbildner, bevor er sich dem Film zuwandte. In diesem Metier begann er als Produktionsmitarbeiter und Schnittassistent für z. B. Nunzio Malasomma und Gennaro Righelli, später als Regieassistent für Carlo Ludovico Bragaglia. 1939 schließlich drehte er seinen ersten Film als Regisseur, nachdem er schon zwei Jahre zuvor den ersten Kurzfilm, der das Technicolor-Verfahren in Italien benutzte, inszeniert hatte. 1945 veröffentlichte er den bemerkenswerten O sole mio, der die Elemente des Neorealismus mit den neapolitanischen Elementen vermengte. Bis 1963 drehte er noch etliche Genrefilme, oftmals Melodramen; nach Beendigung dieser Karriere wandte er sich der Malerei zu.

## Filme (Auswahl)
- 1946: Verschwörung gegen Tod und Hölle (Amanti in fuga)
- 1950: Einer war zuviel (Atto di accusa)
- 1951: Wunder einer Stimme – Enrico Caruso (Enrico Caruso: leggenda di una voce)
- 1952: Die Blinde von Sorrent (La cieca di Sorrento)
- 1952: Ewige Melodie (Melodie immortali)
- 1954: Die Bettlerin von Notre Dame (Le due orfanelle)
- 1957: La trovatella di Pompei
- 1958: Il cavaliere senza terra
- 1958: Siegfried – Die Sage der Nibelungen (Sigfrido)
- 1961: Macistes größtes Abenteuer (Maciste contro il vampiro)
- 1961: Der Letzte der Wikinger (L’ultimo dei Vikinghi)
- 1962: Die schwarzen Reiter von Tula (I lancieri neri)
- 1963: Brenno, der Barbar (Brenno, il nemico di Roma)
- 1963: Le verdi bandiere di Allah
- 1964: Maciste e la regina di Samar